# Портрет Платона Ивановича Каблукова
«Портрет Платона Ивановича Каблукова» — картина Джорджа Доу и его мастерской, из Военной галереи Зимнего дворца.
Картина представляет собой погрудный портрет генерал-майора Платона Ивановича Каблукова из состава Военной галереи Зимнего дворца.
К началу Отечественной войны 1812 года полковник Каблуков числился в Кавалергардском полку, в Бородинском сражении был ранен. Во время Заграничных походов 1813 и 1814 годов отличился в Кульмском бою, за что был произведён в генерал-майоры. С марта 1814 года был шефом Курляндского драгунского полка .
Изображён в генеральском мундире, введённом для кавалерийских генералов 6 апреля 1814 года. Слева на груди звезда ордена Св. Анны 1-й степени; по борту мундира крест французского ордена Почётного легиона; справа на груди крест ордена Св. Георгия 4-го класса, серебряная медаль «В память Отечественной войны 1812 года» на Андреевской ленте, крест ордена Св. Владимира 4-й степени с бантом и Кульмский крест. Справа в нижнем углу подпись художника и дата: from nature by Geo Dawe RA 1823. С тыльной стороны картины надпись: Kablukoff 1st. Подпись на раме: П. И. Каблуковъ 1й, Генералъ Маiоръ.
7 августа 1820 года Комитетом Главного штаба по аттестации Каблуков был включён в список «генералов, заслуживающих быть написанными в галерею» и 17 марта 1821 года император Александр I приказал написать его портрет. Гонорар Доу был выплачен 13 марта 1823 года и 24 марта 1825 года. Готовый портрет поступил в Эрмитаж 7 сентября 1825 года.
Согласно имеющейся подписи художника картина была написана в 1823 году, однако судя по тому, что на портрете изображена звезда ордена Св. Анны 1-й степени, которую Каблуков получил 30 января 1825 года, картина была написана в 1825 году. Вполне возможно, что ордена, полученные после написания портрета, как это часто практиковалось, были впоследствии дописаны.
А. А. Подмазо считает, что поскольку Доу в краску добавлял асфальтный пигмент, который очень быстро темнеет, то готовая картина также из-за этого вся потемнела. Известно, что уже к открытию Военной галереи, состоявшегося 25 декабря 1826 года, несколько портретов стали настолько тёмными, что были возвращены Доу для переработки и осветления. Сам Доу этим, как правило, не занимался, а перепоручал все работы по правке портретов своим подмастерьям В. А. Голике и А. В. Полякову, которые, обновив портрет, забыли обновить на нём дату.
В 1840-е годы в мастерской К. Края по рисунку с портрета была сделана неподписанная литография, опубликованная в книге «Император Александр I и его сподвижники» и впоследствии неоднократно репродуцированная. В части тиража была напечатана другая литография с этого портрета, работы И. А. Клюквина, отличающаяся мелкими деталями.